# Endingen no Kaiserstuhl
Endingen no Kaiserstuhl (em alemão:  Endingen am Kaiserstuhl) é uma cidade da Alemanha, no distrito de Emmendingen, na região administrativa de Friburgo, estado de Baden-Württemberg. É uma das localidades de origem dos primeiros imigrantes da Colônia Tovar na Venezuela.